# Phlegra bairstowi
Phlegra bairstowi är en spindelart som beskrevs av Simon 1885 [1886. Phlegra bairstowi ingår i släktet Phlegra och familjen hoppspindlar. Inga underarter finns listade i Catalogue of Life.